# Nádor József
Nádor József, Neumann Samu (Budapest, 1876. október 28. – Budapest, Erzsébetváros, 1967. január 4.) dalszerző, zeneszerző, zeneműkiadó.

## Élete
Nádor Kálmán (1831–1917) és Rothbaum Rozália (1841–1926) gyermekeként született zsidó családban. Apja 1870-ben alapította a Nádor Kálmán-céget, amely eleinte antikváriumként működött és csak használt könyvek eladásával foglalkozott. Később bátyja, Nádor Gyula a zeneműkiadást is bevezette. Fokozatosan ezután а zeneműkiadás és a zeneműkereskedés vált a cég fő tevékenységévé. Nádor József 1889-ben kezdett a kereskedésben dolgozni, majd bátyjának hamarosan bekövetkezett halála korán arra késztette, hogy teljes erejét az üzletnek szentelje. 1906-ban betársult az üzletbe, s apja 1917-ben bekövetkezett halála után a cég egyedüli tulajdonosává vált. Többek között Lehár Ferenc műveit is kiadta. A Magyar Zeneszerzők és Szövegírók Szövetkezetének egyik alapítója volt. Megalapításától 1933 novemberéig a Magyar Muzsikaszó című lap főszerkesztőjeként is működött. Tagja volt a Magyar Könyvkiadók és Könyvkereskedők Országos Egyesületének, amely 1947-ben a zeneműkereskedői alosztályának elnökévé választotta.
Maga is foglalkozott dalszerzéssel. A zongorajáték elemeibe Palotásy Gyula vezette be, majd rövid ideig Schnöller Lajos és Huber Sándor voltak mesterei. Zenei tanulmányokat folytatott magánúton, ifj. Toldy Lajosnál, Kazacsay Tibornál és Kósa Györgynél is. Később autodidakta módon fejlesztette tovább tudását. Első versét Fejér Jenő egyik magyar nótájára írta, 1894-ben. 1927 februárjában Zeneakadémián rendeztek nóta-estet műveiből. Az esten közreműködött Relle Gabriella, Kiss Ferenc és Varga Imre. Ugyanebben az évben jelent meg első verseskönyve A magam élete címmel. Ötvennégy évesen Herzberg Miksánál tanult énekelni, s attól kezdve ő maga is előadta dalait. Közel 1000 verset és több mint 200 nótát szerzett, de írt táncdarabokat és gyermekdarabokat is.
Első házastársa Reiniger Margit volt, Reiniger Jakab szegedi ügyvéd és Weisz Sára lánya, akivel 1906. október 21-én Szegeden kötött házasságot. Második házastársa Tolnai Júlia (1892–1969) volt, akit 1963-ban a Dohány utcai zsinagógában vett nőül.
A Kozma utcai izraelita temetőben nyugszik (1A-1-1).

## Főbb művei
- A magam élete (Budapest, 1927)
- Magyar nóták I-II. (Budapest, 1931)
- A mindenki költője (Budapest, 1936)
- Hogyan születik a magyar nóta (Farkas Imrével, Budapest, 1937)
- Nádor József nótáskönyve (Budapest, 1964)

### Ismertebb szerzeményei
- A ti utcátokban fényesebb a csillag…
- Fekete éccaka borulj a világra...
- Ha megehülök kinyitom a bicskámat...
- Hogyha egyszer a szerelem bekopogtat nálad...
- Volt egyszer egy gyönyörű szép álmom...
- Sárga csizmát visel a babám...
- Selyem hajad én még sose simogattam...
- Valahonnan levél ment a kaszárnyába...